# Derek Wadsworth
Derek Wadsworth (* 5. Februar 1939 in Cleckheaton, Yorkshire; † 3. Dezember 2008 in Oxfordshire) war ein britischer Jazzposaunist, Arrangeur und Komponist von Filmmusik.

## Leben und Wirken
Wadsworth spielte als Jugendlicher Posaune in Brass Bands; 1960 zog er nach London und spielte in der Jazzband von Teddy Foster, dann bei Ronnie Aldrich and the Squadronaires. 1963 arbeitete er für Dusty Springfield als musikalischer Direktor; er war für ihre Aufnahmen wie I Only Want to Be With You verantwortlich, die stark vom Tamla-Motown-Sound beeinflusst waren. Außerdem arbeitete er in dieser Zeit mit Georgie Fame, an dessen Album Two Faces of Fame (1967) er mitwirkte, und mit den Rolling Stones (Their Satanic Majesties Request, 1967). Er wirkte auch bei Sessions des Apple-Labels von Billy Preston und Doris Troy mit und steuerte Arrangements für George Harrisons Album All Things Must Pass (1970) bei. Wadsworth war auch als musikalischer Leiter des Musicals Hair (1968) tätig. Daneben arbeitete mit Jazzmusikern wie Neil Ardley (Le Dejeuner sur L'Herbe, 1969), mit der Jazz-Rockband Colloseum (Daughter of Time, 1970) und der Bluesband Savoy Brown (Blue Matter, 1968). Als Sessionmusiker wirkte er zudem bei zahlreichen Pop- und Rock-Produktionen mit, u. a. bei Cat Stevens (Back to Earth, 1978), Manfred Mann, Nina Simone, Tony Bennett und Simply Red. Er arrangierte für Alan Price in den Filmen Alfie Darling (1975) und Britannia Hospital (1982) und orchestrierte dessen Album Between Today and Yesterday (1974), das dessen Hit Jarrow Song enthielt. Weitere Filme, für die Wadsworth Musik schrieb, waren Der Mann, der vom Himmel fiel (Regie Nicolas Roeg, 1976) und die Science-Fiction-Serie Mondbasis Alpha 1 sowie Gerry Andersons The Day After Tomorrow - Beyond Infinity, ferner für zahlreiche Jingles, u. a. für Cadbury plc. Unter dem Pseudonym Daniel Caine legte er mehrere Alben mit Erkennungsmelodien von Fernsehserien vor. 1997 leitete er das tschechische Sinfonieorchester bei Aufnahmen für den Dokumentarfilm Wild Man Blues über Woody Allen. Neben seiner Tätigkeit als Musiker engagierte sich Wadsworth in Urheberrechtsfragen in der PPL (Phonographic Performance Ltd).